# کباب کوبیده

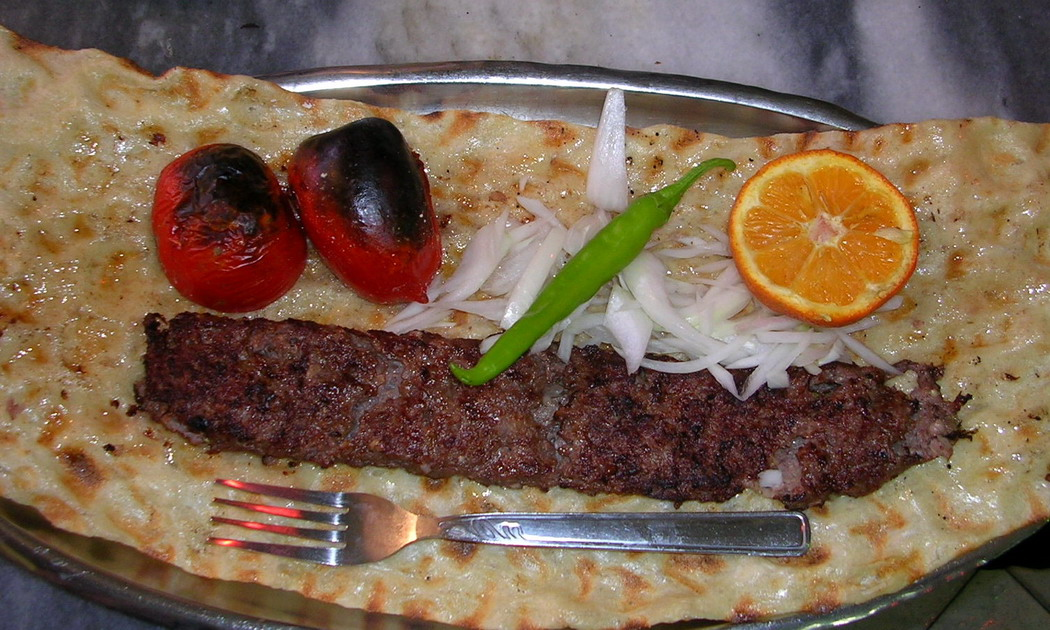
کباب کوبیده و گوجه، فلفل سبز، پیاز و نارنج بر روی یک تکه نان سنگک در یک ظرف استیل

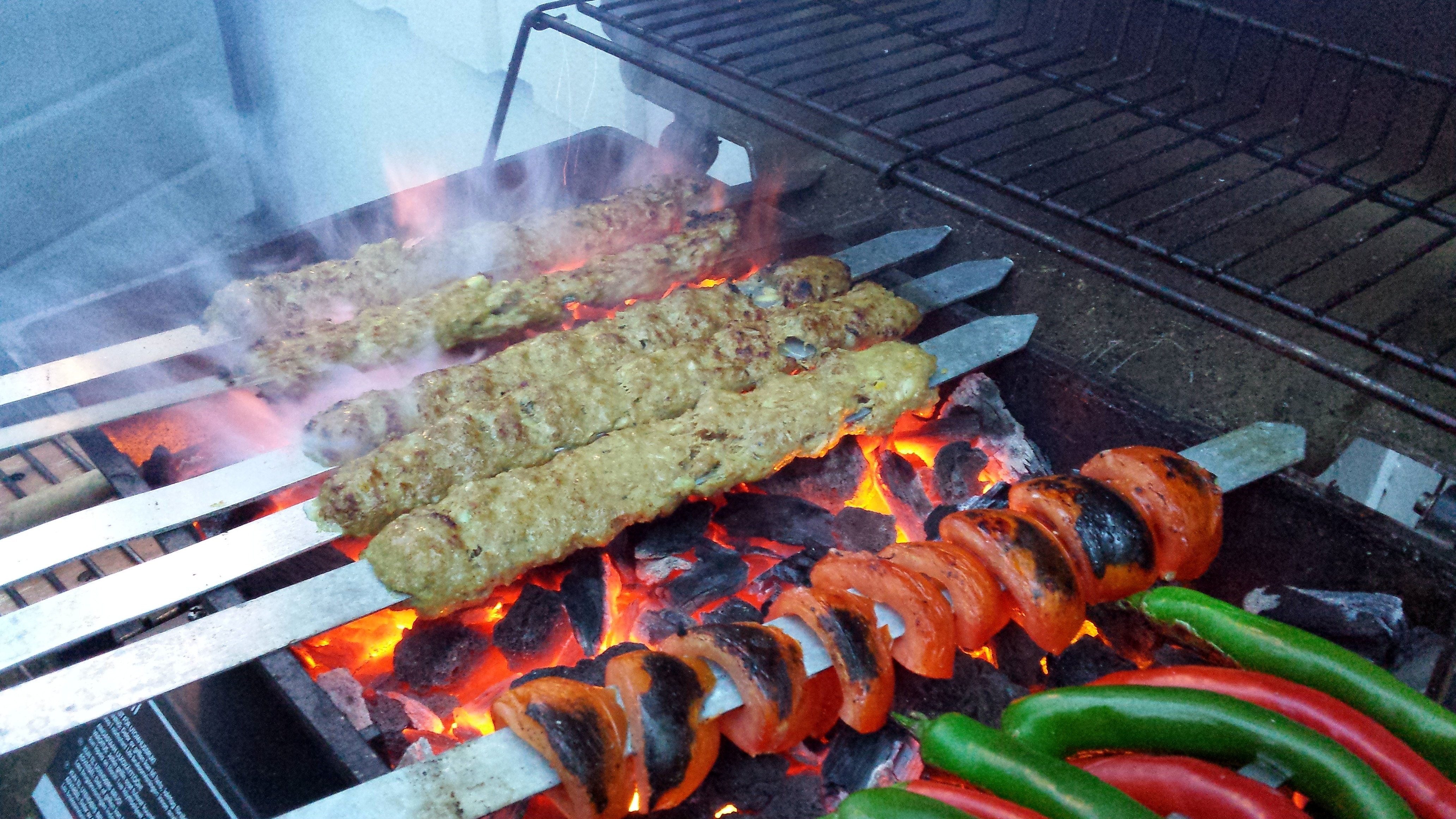
تهیهٔ کباب کوبیده روی زغال

کَباب کوبیده یکی از انواع کباب است که مخلفات اصلی آن را گوشت چرخ‌کرده تشکیل می‌دهد. این غذا اکثراً به همراه چلو خورده می‌شود.

## گونه‌ها و نحوه سرو
کباب کوبیده را می‌توان با گوشت‌های مختلفی همانند: گوشت گوسفند، گاو، مرغ و گوساله درست کرد.
در این دستور برای تهیه کباب کوبیده از مخلوط گوشت گوسفندی (قلوه گاه) و گوشت گوساله (راسته) استفاده شده‌است که تقریباً بهترین ترکیب برای کباب کوبیده‌است

### مواد لازم کباب کوبیده
- پیاز ۵۰۰ گرم
- راسته گوساله ۵۰۰ گرم
- قلوه گاه گوسفند ۵۰۰ گرم
- گوجه‌فرنگی متوسط ۴ عدد
- زعفران دم کرده ۱ قاشق غذاخوری
- نمک، سماق و فلفل سیاه به اندازه کافی

کالری کباب کوبیده: هر سیخ بین ۲۵۰ تا ۳۰۰ کالری

### طرز تهیه کباب کوبیده گوشت گوسفند یا گاو

#### مرحله اول: آماده‌سازی پیاز
ابتدا پیاز‌ها را پوست بگیرید و بشویید سپس چرخ کنید. در صورت تمایل می‌توانید پیازها را با رنده ریز رنده کنید. پس از اینکه پیازها را رنده یا چرخ کردید پیازهای رنده شده را با دست فشار دهید تا آب اضافی شان خارج شود.

#### مرحله دوم: آماده‌سازی گوشت
آب پیاز را کنار بگذارید و پیاز رنده شد را داخل یک کاسه مناسب بریزید. در مرحله بعدی باید گوشت را چرخ کنید. به همین منظور گوشت را به صورت قطعات کوچکتر خرد کنید و چرخ کنید. بهتر است گوشت را دو بار چرخ کنید تا منسجم تر شود یا از چرخ گوشت استفاده کنید.

#### مرحله سوم: افزودن ادویه
در مرحله بعدی زعفران دم کرده را به همراه مقداری نمک و فلفل سیاه به مخلوط گوشت چرخ کرده و پیاز اضافه کنید. در این مرحله باید مایه کباب کوبیده را به خوبی ورز دهید تا کاملاً منسجم و یکدست شود تا زمان کباب کردن از سیخ نریزد.

#### مرحله چهارم: استراحت مایه کباب کوبیده
پس از اینکه مایه کباب کوبیده را به خوبی ورز دادید یک سلفون روی کاسه بکشید و آن را به مدت حداقل ۲ ساعت در یخچال قرار دهید تا به اصلاح عامیانه گوشت بیات شود و به سیخ بچسبد. پس از گذشت ۲ ساعت مایه کباب کوبیده را از یخچال خارج کنید. سپس به مدت ۱۰ دقیقه دیگر ورز دهید. پس از اینکه مایه کباب کوبیده را به خوبی ورز دادید یک کاسه مناسب انتخاب کنید و آب پیاز را داخل آن بریزید.

#### مرحله پنجم: تهیه کوبیده
برای سیخ کردن باید ابتدا دست خود را با آب پیاز تر کنید سپس مقداری از مایه کباب کوبیده بردارید از بالای سیخ شروع به فشار دادن مایه کباب کوبیده روی سیخ کنید تا سیخ را به خوبی پوشش دهد. در پایان پس از اینکه سیخ کردن تمام شد با فشار انگشت روی گوشت برآمدگی ایجاد کنید. این برآمدگی‌ها باعث می‌شود کباب مغز پخت شود. به همین ترتیب تمام مایه کوبیده را سیخ کنید. اگر عجله ندارید بهتر است سیخ‌های کباب را به مدت یک ساعت درون یخچال قرار دهید. در همین حین منقل زغال را آماده کنید به طوری که زغالها کاملاً قرمز و یکدست روشن شوند در ابتدا با سرعت باد بزنید تا گوشت خودش را بگیرد سپس سیخ‌ها را به صورت متداوم بچرخانید تا گوشت به صورت یکنواخت کباب شود. در همین مرحله گوجه فرنگی‌ها را از وسط برش بزنید و به سیخ زده و کباب کنید پس از اینکه کباب‌ها آماده شد آنها را به همراه نان یا برنج(چلو کباب) سرو کنید. نکته مهم دیگر اینکه کباب کوبیده را می‌توانید با سماق و سبزیجاتی مانند ریحان و پیاز و … میل کنید.

## پیشینه

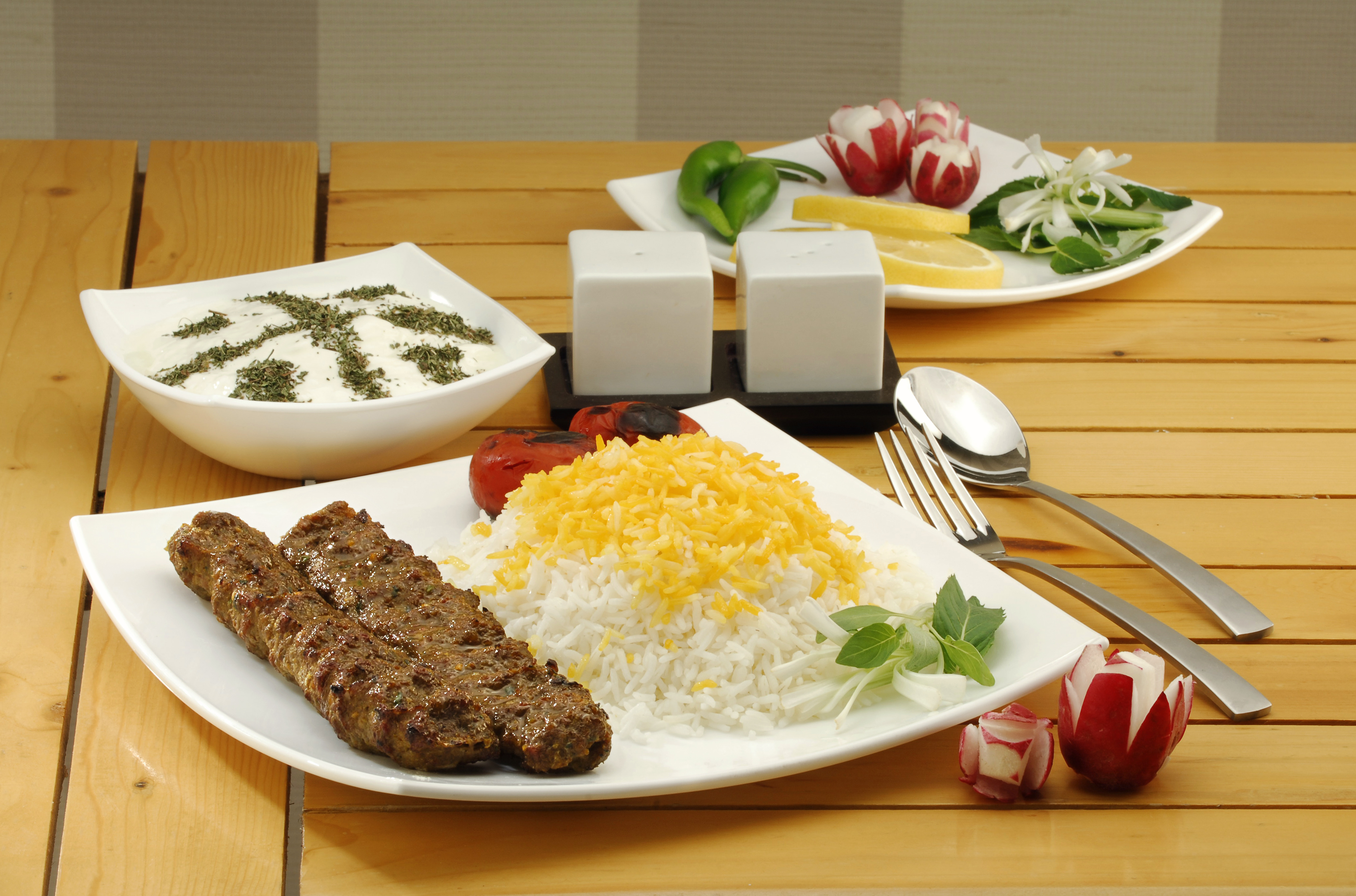
دو سیخ کباب کوبیده به‌همراه چلو، گوجه، ماست و سبزیجات

این‌طور که میرزا محمدرضا معتمد الکتاب نویسنده کتاب تاریخ قاجار نوشته، پای کباب را ناصرالدین شاه به ایران باز کرد. می‌گویند به دستور شخصی ناصرالدین شاه که اصلیتی قفقازی داشته و نوعی غذای قفقازی به ایران وارد شده‌است که بعدها آشپزهای درباری شیوه پخت آن را کمی تغییر داده‌اند و کباب امروزی به عنوان یک غذای کاملاً ایرانی ماندگار شده‌است.
از آنجا که واژه کباب یک واژه پارسی است و در شعر شاعران پارسی زبان از جمله رودکی و فردوسی نیز آمده،  هر کشوری که این خوراک را با نام کباب عرضه می‌کند،  تحت تاثیر کباب در ایران بوده است . 
لب تر مکن به آب، که طلقست در قدح
دست از کباب دار، که زهرست توامان 
" رودکی ، قصیده شماره نود"
بر اساس داستانی که توسط دوستعلی خان معیرالممالک از نوادگان ناصرالدین شاه نقل شده‌است، حکایت از آن دارد که ناصرالدین شاه ۸۷ همسر داشته‌است که ۴ نفر از آن‌ها رسمی بوده‌اند و بقیه صیغه. هنگامی‌که یک روز جمعه شاه قصد زیارت عبدالعظیم در شهرری داشته‌است، پیشخدمت‌های او مجبور بودند روز پنجشنبه به آن منطقه بروند و در حدود ۱۰۰۰ تا ۲۰۰۰ کباب را بر اساس دستور شاه برای خود او و ۱۰۰۰ همراه و خدمه و همسرانش آماده کنند و کبابها نیز همیشه همراه با سبزی خوردن و پیاز سرو می‌شده‌است.

### نخستین چلوکبابی‌ها
محمدحسن اعتمادالسلطنه در نوشته‌هایش نقل می‌کند و می‌نویسد اولین چلوکبابی نامش نایب بوده‌است که در بازار تهران قرار داشته‌است و شبیه رستورانهای اروپائیان غذا را بر روی میز سرو می‌کرده‌است؛ ولی اسناد دیگری نیز موجود می‌باشد که اولین چلوکبابی در تبریز نزدیک مرز با قفقاز تأسیس شده بوده‌است. پیشخدمتهای رستوران نایب در آن زمان برنج‌ها را به صورت هرم در بشقابها قرار می‌دادند و همراه آن تکه کره‌ای نیز سرو می‌شده‌است. پیشخدمت‌ها یکی یکی برنجها را بر سر میزها می‌بردند و بلافاصله نفر بعدی کباب‌ها را با سیخ در بشقابها قرار می‌داده‌است. در آن زمان هر نفر می‌توانسته هر چند تا مایل بوده‌است کباب بخورد و مبلغی که از مشتریان گرفته می‌شده، یکسان بوده‌است.
اعتمادالسلطنه وزیر انتشارات ناصرالدین‌شاه و رئیس دفتر مترجم در آن زمان برای پرداخت بهترین چلوکباب که توسط چلوکبابی نایب ارائه می‌شد بین ۳ تا ۵ ریال آن زمان پرداخت کرده‌است.
همچنین در سال ۱۲۹۵ عبداله بهرامی معاون اداره امنیه تهران (پلیس امروزی) بیشترین مبلغی که برای هر وعده چلوکباب پرداخت می‌کرده‌است ۴ تا ۵ ریال بوده‌است. حدود بیست سال بعد در سال ۱۳۲۰ روزنامه اطلاعات برای یک پرس چلوکباب مبلغ ۵ ریال دریافت می‌شده‌است که شامل کباب برگ بزرگ، کره ۳۳۰ گرم برنج، پیاز و نان بوده‌است. در همان زمان چلوکباب کوبیده مبلغ ۴ ریال قیمت داشته‌است.

## چلوکبابی‌های معروف
یکی دیگر از چلوکبابی‌های معروف تهران هم راه افتاد که مردم نام آن را «مرشد چلویی» گذاشته بودند. میرزا احمد عابد نهاوندی معروف به «مرشد چلویی» در ضلع شرقی مسجد جامع بازار تهران غذا فروشی داشت. او که به خاطر داشتن درجات عرفانی و شاعر بودنش مورد احترام مردم بود، روی تابلوی مغازه اش نوشته بود: «نسیه و وجه دستی داده می‌شود حتی به جنابعالی به قدر قوه.»
دربارهٔ مرشد چلویی روایت‌های زیادی به یادگار مانده‌است.

## تفاوت کباب کوبیده با بناب
کباب کوبیده با کباب بناب بسیار متفاوت است اما اغلب مردم تفاوت‌های این دو را نمی‌دانند. برخلاف آنچه که به نظر می‌رسد احتمالا کباب کوبیده غذای شاهانه و بناب غذای فقرا بوده است. چراکه کوبیده چرب تر است و در تولید آن جزئیات پخت و مواد اولیه رعایت می‌شود. کباب بناب بزرگ تر از کباب کوبیده است. گوشت و پیاز در بناب نباید چرخ شوند  پیاز باید در قطعات درشت در لای کباب بناب قرار گیرد. بناب بسیار کم چرب تر از کوبیده است و گوشت بناب باید با استفاده از ساتور ریز شود.
احتمالا درگذشته شاهان کباب کوبیده را با برنج میل می‌کردند و فقرا بناب را با نان. سیخ کباب بناب درشت تر  بزرگتر از کباب کوبیده است. و احتمالاً در گذشته بدون استفاده از دورچین، گوجه، پیاز و چاشنی های دیگر سرو می‌شد است.
کباب بناب حتما باید روی منتقل ذغالی پخته شود و اما  کباب کوبیده چندان اجباری در پخت روی زغال ندارد با این حال پخت آن روی زغال باعث لذیذ شدن آن می‌شود.